# Tower (Minnesota)
Tower é uma cidade localizada no estado americano de Minnesota, no Condado de St. Louis.

## Demografia
Segundo o censo americano de 2000, a sua população era de 479 habitantes.
Em 2006, foi estimada uma população de 473, um decréscimo de 6 (-1.3%).

## Geografia
De acordo com o United States Census Bureau tem uma área de
8,0 km², dos quais 7,0 km² cobertos por terra e 1,0 km² cobertos por água. Tower localiza-se a aproximadamente 421 m acima do nível do mar.

## Localidades na vizinhança
O diagrama seguinte representa as localidades num raio de 36 km ao redor de Tower.